# Rejon kozłoworudzki
Rejon kozłoworudzki (lit. Kazlų Rūdos savivaldybė) – rejon w południowo-zachodniej Litwie.